# Silver Surfer (videojuego)
Silver Surfer es un videojuego de disparos de desplazamiento de 1990 desarrollado por Software Creations y publicado por 
Arcadia Systems. El juego fue lanzado en noviembre de 1990 en los Estados Unidos exclusivamente para Nintendo Entertainment System. Silver Surfer se basa en el personaje Silver Surfer de Marvel Comics, y es principalmente conocido por su gran dificultad y su música muy elogiada.

## Jugabilidad
En Silver Surfer, el jugador controla al personaje Silver Surfer a través de varios niveles que alternan entre un desplazamiento lateral y una perspectiva aérea.
Cada etapa está dividida en secciones. Al final de cada sección, aparece un mini-jefe, y Silver Surfer debe disparar al enemigo principal mientras muchos otros enemigos también atacan. Estos son los únicos momentos en los que la pantalla deja de avanzar. La tercera y última sección contiene un supervillano de la serie de cómics que recibirá más golpes para derrotar. Los villanos que aparecen en el juego son Reptyl, Mephisto, Possessor, Firelord y Kylor, el autoproclamado emperador de Skrull.
Después de que se completa el primer conjunto de niveles, Galactus aparece y envía a Silver Surfer en una misión final al Magik Domain para recolectar un "Dispositivo Cósmico" de un villano cuya identidad no está clara. A pesar de las afirmaciones anteriores, el jefe final es en realidad un ser púrpura gigante con una pistola que no parece haber estado en los cómics, aunque la imagen cerca de la barra de salud del jefe sugiere que el antagonista principal es el villano de X-Men, Mr. Siniestro. Una vez que Silver Surfer lo derrota, el resto del Dispositivo Cósmico es suyo; le dice a Galactus que nadie debe tener acceso a él y lo esconde para mantenerlo a salvo para que no caiga en las manos equivocadas.
El juego tiene una función de contraseña que permite una serie de actualizaciones, como la invencibilidad. El juego tiene cinemáticas entre los niveles para hacer avanzar la línea de la historia y le permite al jugador elegir los niveles en cualquier orden, similar a los juegos de Mega Man. El juego también presenta dos 'misiones' adicionales, la primera de las cuales se desbloquea ingresando una contraseña que se le da al jugador al completar la misión "Magik Domain".
Silver Surfer está armado con perdigones de plata que salen disparados de sus manos para destruir enemigos y sus proyectiles. El jugador puede recolectar esferas plateadas que sirven como "options", que disparan perdigones adicionales junto con Silver Surfer. Al presionar el botón B, las esferas cambian de posición para disparar hacia adelante, hacia los lados o hacia atrás, mientras que Silver Surfer continúa disparando hacia adelante.
Hay otros dos tipos de potenciadores: juntar cuadrados con una "F" puede hacer que los disparos sean gradualmente más fuertes para que los disparos parezcan perdigones de fuego. Se pueden recolectar hasta cinco antes de que otorguen puntos de bonificación. La recolección de cuadrados con una "B" almacenará bombas de limpieza de pantalla, que se usan presionando el botón Select; cada vida comienza con uno de estos en stock.
Cuando se pierde una vida, todas las esferas, la potencia de fuego y las bombas adicionales se pierden y deben volver a obtenerse.

## Recepción
Silver Surfer recibió críticas en su mayoría mixtas. Aunque entusiasmado con la presentación del juego, GamePro también notó su intensa dificultad: "Lucharás contra oleadas aparentemente interminables de tanques, monstruos, mutantes, fantasmas, murciélagos y robots. Los oponentes siempre atacan en grupos, la mayoría recibe varios golpes para destruir y ninguno de ellos es lento. Robo-armas y trampas están por todas partes. Y tenga cuidado de no chocar contra el paisaje".
La música del juego, sin embargo, es muy elogiada por su composición y logros técnicos.